# Luoduo
Luoduo (kinesiska: 洛多乡, 洛多) är en socken i Kina. Den ligger i provinsen Sichuan, i den sydvästra delen av landet, omkring 170 kilometer nordväst om provinshuvudstaden Chengdu. Antalet invånare är 2 188. Befolkningen består av 1 114 kvinnor och 1 074 män. Barn under 15 år utgör 27,0 %, vuxna 15-64 år 66 %, och äldre över 65 år 6,0 %.
Genomsnittlig årsnederbörd är 1 226 millimeter. Den regnigaste månaden är juli, med i genomsnitt 253 mm nederbörd, och den torraste är januari, med 11 mm nederbörd.